# Ratano Haji Tuah
Ratano Haji Tuah (né le 9 février 1976) est un footballeur brunéien ayant joué pour des équipes de Brunei.

## Biographie
Il commence à jouer au football professionnel en 2004 avec une équipe brunéienne, le Wijaya FC. Ensuite, il joue pour le DPMM Brunei, une équipe brunéienne jouant en Malaisie. Ensuite, il joue pour le QAF FC, où il joue toujours.

## Équipes
- 2004 :  Wijaya FC
- 2005 :  DPMM Brunei
- 2006-... :  QAF FC